# جائزة الأرجنتين الكبرى 1998
جائزة الأرجنتين الكبرى 1998 هو سباق فورمولا 1 أقيم بتاريخ 12 أبريل 1998 في بوينس آيرس، الأرجنتين. كان الثالث من أصل 16 في بطولة العالم لسباقات الفورمولا واحد موسم 1998. حلّ الألماني مايكل شوماخر أولا بينما جاء الفنلندي ميكا هاكينن في المركز الثاني وحصل على المركز الثالث البريطاني إدي إيرفين.